# Unione Sportiva Sassuolo Calcio 2020-2021 (femminile)
Questa voce raccoglie le informazioni riguardanti la sezione femminile dell'Unione Sportiva Sassuolo Calcio nelle competizioni ufficiali della stagione 2020-2021.

## Organigramma societario
Dati estratti dal sito ufficiale.
Area amministrativa
- Presidente sezione femminile: Elisabetta Vignotto
- Direttore sviluppo calcio femminile: Alessandro Terzi
- Responsabile settore giovanile: Riccardo Soragni
- Segreteria: Giorgio Gagliardi, Francesco Messori
- Area marketing, comunicazioni e sponsorizzazioni: Master Group Sport
- Addetto stampa: Greta Spagnulo

Area tecnica
- Allenatore: Gianpiero Piovani
- Vice allenatore: Gian Loris Rossi
- Preparatore portieri: Raffaele Nuzzo, Marco Pergreffi
- Assistente tecnico: Samantha Dolci
- Preparatore atletico: Matteo Benassi, Marco Brandoli
- Elaborazione dati atletici: Nicola Riva
- Team manager: Alessia De Pasquale
- Collaboratore: Anna Girgenti

Area sanitaria
- Coordinatore sanitario: Claudio Pecci
- Supporto scientifico: Ermanno Rampinini
- Assistenza nutrizionale: Luca Mondazzi
- Responsabile sanitario: Franco Combi
- Preparatore recupero infortuni: Andrea Rinaldi
- Dietista: Alberto Bergantin
- Fisioterapista: Daniele Caminati

## Rosa
Rosa e numeri come da sito ufficiale.
| N. |                      | Ruolo | Calciatrice           |
| -- | -------------------- | ----- | --------------------- |
| 1  | Belgio (bandiera)    | P     | Diede Lemey           |
| 2  | Belgio (bandiera)    | D     | Davina Philtjens      |
| 4  | Italia (bandiera)    | C     | Alice Parisi          |
| 5  | Svezia (bandiera)    | D     | Sophie Brundin        |
| 6  | Giappone (bandiera)  | D     | Mana Mihashi          |
| 7  | Malta (bandiera)     | A     | Haley Bugeja          |
| 8  | Italia (bandiera)    | C     | Giada Pondini         |
| 9  | Italia (bandiera)    | A     | Valeria Pirone        |
| 10 | Rep. Ceca (bandiera) | C     | Kamila Dubcová        |
| 11 | Italia (bandiera)    | A     | Valeria Monterubbiano |
| 12 | Messico (bandiera)   | D     | Estefania Fuentes     |
| 15 | Italia (bandiera)    | C     | Benedetta Brignoli    |
| 16 | Italia (bandiera)    | C     | Nicole Da Canal       |
| 18 | Italia (bandiera)    | D     | Marta Maffei          |
| 19 | Italia (bandiera)    | D     | Sara Sassi            |
| 20 | Italia (bandiera)    | C     | Benedetta Orsi        |

| N. |                    | Ruolo | Calciatrice           |
| -- | ------------------ | ----- | --------------------- |
| 21 | Italia (bandiera)  | C     | Martina Tomaselli     |
| 22 | Italia (bandiera)  | A     | Claudia Ferrato       |
| 24 | Romania (bandiera) | C     | Adina Giurgiu         |
| 26 | Italia (bandiera)  | A     | Chiara Micheli        |
| 27 | Italia (bandiera)  | D     | Erika Santoro         |
| 30 | Italia (bandiera)  | C     | Veronica Battelani    |
| 33 | Italia (bandiera)  | D     | Alice Pellinghelli    |
| 36 | Italia (bandiera)  | A     | Michela Cambiaghi     |
| 37 | Italia (bandiera)  | P     | Chiara Binini         |
| 46 | Italia (bandiera)  | D     | Alice Rossi           |
| 73 | Italia (bandiera)  | D     | Greta Dalla Pria      |
| 71 | Italia (bandiera)  | D     | Martina Lenzini       |
| 73 | Italia (bandiera)  | P     | Nicole Lauria         |
| 85 | Italia (bandiera)  | D     | Maria Luisa Filangeri |
| 88 | Italia (bandiera)  | P     | Francesca De Bona     |

## Calciomercato

### Sessione estiva
| Acquisti | Acquisti           | Acquisti       | Acquisti      |
| R.       | Nome               | da             | Modalità      |
| -------- | ------------------ | -------------- | ------------- |
| D        | Sophie Brundin     |                | definitivo    |
| D        | Estefania Fuentes  | América        | definitivo    |
| D        | Martina Lenzini    | Juventus       | in prestito   |
| D        | Mana Mihashi       | Mynavi Vegalta | definitivo    |
| D        | Davina Philtjens   | Fiorentina     | definitivo    |
| C        | Benedetta Brignoli | Tavagnacco     | fine prestito |
| C        | Alice Parisi       | Fiorentina     | definitivo    |
| A        | Haley Bugeja       |                | definitivo    |
| A        | Valeria Pirone     | Verona         | definitivo    |

| Cessioni | Cessioni         | Cessioni       | Cessioni      |
| R.       | Nome             | a              | Modalità      |
| -------- | ---------------- | -------------- | ------------- |
| D        | Grace Cutler     |                | svincolata    |
| D        | Heleen Jaques    | Gent           | [ 13 ]        |
| D        | Julia Molin      |                | svincolata    |
| C        | Michaela Dubcová |                | svincolata    |
| C        | Emma Errico      | Napoli         | [ 14 ]        |
| C        | Sofieke Jansen   | Napoli         | [ 15 ]        |
| C        | Camilla Labate   | San Marino     | [ 16 ]        |
| A        | Teresa Fracas    | Cittadella     | in prestito   |
| A        | Luisa Pugnali    | Florentia S.G. | [ 18 ]        |
| A        | Daniela Sabatino | Fiorentina     | [ 19 ]        |
| A        | Silvia Zanni     | Ravenna        | in prestito   |
| A        | Danila Zazzera   | Fiorentina     | fine prestito |

### Sessione invernale
| Acquisti | Acquisti    | Acquisti | Acquisti      |
| R.       | Nome        | da       | Modalità      |
| -------- | ----------- | -------- | ------------- |
| P        | Alice Lugli | Orobica  | fine prestito |

| Cessioni | Cessioni | Cessioni | Cessioni |
| R.       | Nome     | a        | Modalità |
| -------- | -------- | -------- | -------- |
|          |          |          |          |

## Risultati

### Serie A

#### Girone di andata
| Arbitro: | Galipò (Firenze) |

|            |           |            |
| Pirone 67’ | Marcatori | 20’ Lázaro |

| Arbitro: | Kumara (Verona) |

|            |           |                                            |
| Møller 63’ | Marcatori | 9’ Tomaselli 37’, 50’ Pirone 90+1’ Dubcová |

| Arbitro: | Di Marco (Ciampino) |

|                                    |           |               |
| Bugeja 41’, 64’ Dubcová 60’ (rig.) | Marcatori | 29’ Di Marino |

| Arbitro: | Pascarella (Nocera Inferiore) |

|              |           |                                      |
| Breitner 87’ | Marcatori | 39’ (rig.), 47’ Dubcová 45+1’ Bugeja |

| Arbitro: | Tremolada (Monza) |

|            |           |  |
| Pirone 82’ | Marcatori |  |

| Arbitro: | Feliciani (Teramo) |

|                                           |           |  |
| Dubcová 13’ (rig.) Mihashi 32’ Bugeja 57’ | Marcatori |  |

| Arbitro: | Panettella (Gallarate) |

|                                                  |           |  |
| Sembrant 57’ Caruso 69’ Cernoia 84’ Zamanian 89’ | Marcatori |  |

| Arbitro: | Fiero (Pistoia) |

|                                               |           |                    |
| Dubcová 13’, 46’ Pirone 67’ Bugeja 75’ (rig.) | Marcatori | 56’ (rig.) Papaleo |

| Bitetto 6 dicembre 2020, ore 12:30 CET 9ª giornata                                                            | Pink Sport Time | 2 – 4 referto                                     | Sassuolo | Stadio Antonio Antonucci |
| \| \| \| \| \| Helmvall 21’ Silvioni 30’ \| Marcatori \| 10’ Pirone 35’ Cambiaghi 61’ Bugeja 83’ Tomaselli \| |                 |                                                   |          |                          |
| |                 |                                                   |          |                          |
| Helmvall 21’ Silvioni 30’                                                                                     | Marcatori       | 10’ Pirone 35’ Cambiaghi 61’ Bugeja 83’ Tomaselli |          |                          |

| Arbitro: | Ricci (Firenze) |

|                           |           |  |
| Giacinti 56’ Spinelli 76’ | Marcatori |  |

| Arbitro: | Kumara (Verona) |

|                                           |           |  |
| Dubcová 4’ Pirone 41’ Monterubbiano 90+5’ | Marcatori |  |

#### Girone di ritorno
| Arbitro: | Tremolada (Monza) |

|                                 |           |  |
| Giugliano 5’ Andressa Alves 41’ | Marcatori |  |

| Arbitro: | Fiero (Pistoia) |

|            |           |  |
| Pirone 19’ | Marcatori |  |

| Arbitro: | Turrini (Firenze) |

|  |           |             |
|  | Marcatori | 58’ Santoro |

| Arbitro: | Cavaliere (Paola) |

|               |           |  |
| Cambiaghi 26’ | Marcatori |  |

| Arbitro: | Sfira (Pordenone) |

|  |           |                          |
|  | Marcatori | 40’ Cambiaghi 81’ Bugeja |

| Arbitro: | Villa (Rimini) |

|                    |           |                                                                             |
| Santoro 41’ (aut.) | Marcatori | 55’ Pirone 63’ Cambiaghi 70’ (rig.) Dubcová 83’ (rig.) Bugeja 85’ Tomaselli |

| Arbitro: | Acanfora (Castellammare di Stabia) |

|  |           |                                   |
|  | Marcatori | 42’ (rig.), 47’ Cernoia 77’ Alves |

| Arbitro: | Ancora (Roma 1) |

|  |           |                                        |
|  | Marcatori | 29’, 56’ Bugeja 33’ Santoro 44’ Pirone |

| Arbitro: | Ferrieri Caputi (Livorno) |

|             |           |  |
| Mihashi 58’ | Marcatori |  |

| Sassuolo 15 maggio 2021, ore 12:30 CEST 21ª giornata | Sassuolo           | 0 – 0 referto | Milan | Stadio Enzo Ricci\| Arbitro: \| Virgilio (Trapani) \| |
| Arbitro:                                             | Virgilio (Trapani) |               |       |                                                       |

| Arbitro: | Giaccaglia (Jesi) |

|             |           |                                                                      |
| Glionna 11’ | Marcatori | 3’ Tomaselli 16’ Filangeri 48’, 56’ Bugeja 71’ Ferrato 77’ Cambiaghi |

### Coppa Italia
| Arbitro: | Giacometti (Gubbio) |

|                          |           |                                                              |
| Carrozzo 2’ Iannella 90’ | Marcatori | 20’ Monterubbiano 41’ Cambiaghi 56’ Mihashi 78’ Pellinghelli |

| Arbitro: | Allegretta (Molfetta) |

|            |           |             |
| Goldoni 4’ | Marcatori | 20’ Santoro |

| Arbitro: | Di Marco (Ciampino) |

|                 |           |              |
| Philtjens 90+1’ | Marcatori | 44’ Giacinti |

| Milano 13 febbraio 2021, ore 14:30 CET Quarti di finale - Ritorno | Milan           | 0 – 0 referto | Sassuolo | Centro sportivo Vismara\| Arbitro: \| Marotta (Sapri) \| |
| Arbitro:                                                          | Marotta (Sapri) |               |          |                                                          |

## Statistiche

### Statistiche di squadra
| Competizione | Punti | In casa | In casa | In casa | In casa | In casa | In casa | In trasferta | In trasferta | In trasferta | In trasferta | In trasferta | In trasferta | Totale | Totale | Totale | Totale | Totale | Totale | DR  |
| Competizione | Punti | G       | V       | N       | P       | Gf      | Gs      | G            | V            | N            | P            | Gf           | Gs           | G      | V      | N      | P      | Gf     | Gs     | DR  |
| ------------ | ----- | ------- | ------- | ------- | ------- | ------- | ------- | ------------ | ------------ | ------------ | ------------ | ------------ | ------------ | ------ | ------ | ------ | ------ | ------ | ------ | --- |
| Serie A      | 50    | 11      | 8       | 2       | 1       | 18      | 6       | 11           | 8            | 0            | 3            | 29           | 14           | 22     | 16     | 2      | 4      | 47     | 20     | +27 |
| Coppa Italia | -     | 1       | 0       | 1       | 0       | 1       | 1       | 3            | 1            | 2            | 0            | 5            | 3            | 4      | 1      | 3      | 0      | 6      | 4      | +2  |
| Totale       | -     | 12      | 8       | 3       | 1       | 19      | 7       | 14           | 9            | 2            | 3            | 34           | 17           | 26     | 17     | 5      | 4      | 53     | 24     | +29 |

### Andamento in campionato
| Giornata  | 1 | 2 | 3 | 4 | 5 | 6 | 7 | 8 | 9 | 10 | 11 | 12 | 13 | 14 | 15 | 16 | 17 | 18 | 19 | 20 | 21 | 22 |
| --------- | - | - | - | - | - | - | - | - | - | -- | -- | -- | -- | -- | -- | -- | -- | -- | -- | -- | -- | -- |
| Luogo     | C | T | C | T | C | C | T | C | T | T  | C  | T  | C  | T  | C  | T  | T  | C  | T  | C  | C  | T  |
| Risultato | N | V | V | V | V | V | P | V | V | P  | V  | P  | V  | V  | V  | V  | V  | P  | V  | V  | N  | V  |
| Posizione | 6 | 4 | 4 | 2 | 2 | 2 | 3 | 3 | 3 | 3  | 3  | 3  | 3  | 3  | 3  | 3  | 3  | 3  | 3  | 3  | 3  | 3  |

Legenda:

Luogo: C = Casa; T = Trasferta. Risultato: V = Vittoria; N = Pareggio; P = Sconfitta.

### Statistiche delle giocatrici
| Giocatore        | Serie A  | Serie A | Serie A     | Serie A    | Coppa Italia | Coppa Italia | Coppa Italia | Coppa Italia | Totale   | Totale | Totale      | Totale     |
| Giocatore        | Presenze | Reti    | Ammonizioni | Espulsioni | Presenze     | Reti         | Ammonizioni  | Espulsioni   | Presenze | Reti   | Ammonizioni | Espulsioni |
| ---------------- | -------- | ------- | ----------- | ---------- | ------------ | ------------ | ------------ | ------------ | -------- | ------ | ----------- | ---------- |
| V. Battelani     | 19       | 0       | 0           | 0          | -            | -            | -            | -            | 19       | 0      | 0           | 0          |
| C. Binini        | 0        | 0       | 0           | 0          | -            | -            | -            | -            | 0        | 0      | 0           | 0          |
| B. Brignoli      | 18       | 0       | 1           | 0          | 3            | 0            | 0            | 0            | 21       | 0      | 1           | 0          |
| S. Brundin       | 6        | 0       | 1           | 0          | 1            | 0            | 0            | 0            | 7        | 0      | 1           | 0          |
| H. Bugeja        | 18       | 12      | 1           | 0          | 3            | 0            | 0            | 0            | 21       | 12     | 1           | 0          |
| M. Cambiaghi     | 22       | 5       | 0           | 0          | 4            | 1            | 0            | 0            | 26       | 6      | 0           | 0          |
| N. Da Canal      | 1        | 0       | 0           | 0          | -            | -            | -            | -            | 1        | 0      | 0           | 0          |
| G. Dalla Pria    | 0        | 0       | 0           | 0          | -            | -            | -            | -            | 0        | 0      | 0           | 0          |
| F. De Bona       | 0        | 0       | 0           | 0          | 1            | -2           | 0            | 0            | 1        | -2     | 0           | 0          |
| K. Dubcová       | 15       | 9       | 0           | 0          | 4            | 0            | 0            | 0            | 19       | 9      | 0           | 0          |
| C. Ferrato       | 4        | 1       | 0           | 0          | -            | -            | -            | -            | 4        | 1      | 0           | 0          |
| M.L. Filangeri   | 20       | 1       | 3           | 0          | 4            | 0            | 0            | 0            | 24       | 1      | 3           | 0          |
| E. Fuentes       | 0        | 0       | 0           | 0          | 1            | 0            | 0            | 0            | 1        | 0      | 0           | 0          |
| A. Giurgiu       | 1        | 0       | 0           | 0          | -            | -            | -            | -            | 1        | 0      | 0           | 0          |
| N. Lauria        | 1        | -1      | 0           | 0          | -            | -            | -            | -            | 1        | -1     | 0           | 0          |
| D. Lemey         | 21       | -19     | 1           | 0          | 3            | -2           | 0            | 0            | 24       | -21    | 1           | 0          |
| M. Lenzini       | 19       | 0       | 1           | 0          | 3            | 0            | 0            | 0            | 22       | 0      | 1           | 0          |
| M. Maffei        | 0        | 0       | 0           | 0          | 1            | 0            | 0            | 0            | 1        | 0      | 0           | 0          |
| C. Micheli       | 1        | 0       | 0           | 0          | 1            | 0            | 0            | 0            | 2        | 0      | 0           | 0          |
| M. Mihashi       | 22       | 2       | 1           | 0          | 4            | 1            | 0            | 0            | 26       | 3      | 1           | 0          |
| V. Monterubbiano | 18       | 1       | 0           | 0          | 4            | 1            | 0            | 0            | 22       | 2      | 0           | 0          |
| B. Orsi          | 17       | 0       | 3           | 0          | 3            | 0            | 0            | 0            | 20       | 0      | 3           | 0          |
| A. Parisi        | 3        | 0       | 0           | 0          | -            | -            | -            | -            | 3        | 0      | 0           | 0          |
| A. Pellinghelli  | 10       | 0       | 0           | 0          | 1            | 1            | 0            | 0            | 11       | 1      | 0           | 0          |
| D. Philtjens     | 20       | 0       | 3           | 0          | 3            | 1            | 1            | 0            | 23       | 1      | 4           | 0          |
| V. Pirone        | 22       | 10      | 2           | 0          | 3            | 0            | 0            | 0            | 25       | 10     | 2           | 0          |
| G. Pondini       | 12       | 0       | 0           | 0          | -            | -            | -            | -            | 12       | 0      | 0           | 0          |
| A. Rossi         | 1        | 0       | 0           | 0          | 1            | 0            | 0            | 0            | 2        | 0      | 0           | 0          |
| E. Santoro       | 21       | 2       | 4           | 0          | 4            | 1            | 0            | 0            | 25       | 3      | 4           | 0          |
| S. Sassi         | 0        | 0       | 0           | 0          | 1            | 0            | 0            | 0            | 1        | 0      | 0           | 0          |
| M. Tomaselli     | 17       | 4       | 1           | 0          | 4            | 0            | 2            | 0            | 21       | 4      | 3           | 0          |